# Longney
Longney – wieś w Anglii, w Gloucestershire. W 1961 roku civil parish liczyła 248 mieszkańców.